# Старицьке (Саратовська область)
Старицьке (рос. Старицкое) — село у Енгельському районі Саратовської області Російської Федерації.
Населення становить 426 осіб. Належить до муніципального утворення Красноярське муніципальне утворення.

## Історія
Населений пункт розташований у межах українського історичного та культурного регіону Жовтий Клин.
До 1941 року належав до АРСР Німців Поволжя. Орган місцевого самоврядування від 2004 року — Красноярське муніципальне утворення.

## Населення
| 2010 | 2015 |
| ---- | ---- |
| 410  | ↗426 |